# 乔治·阿甘本
乔治·阿甘本（義大利語：Giorgio Agamben，1942年4月22日—），意大利当代政治思想家、哲学家，以其探讨例外状态和神圣人（homo sacer）的著作闻名。
阿甘本任教于威尼斯建筑大学、瑞士意大利語區大學、巴黎的国际哲学学院和瑞士萨斯费的欧洲研究生院。在意大利，他最初于马切拉塔大学和维罗纳大学教授课程，同时拥有多所美国大学客座资格，包括西北大学和柏克萊加州大學。

## 传记
阿甘本进入罗马大学学习，在那里，他撰写了一些关于西蒙娜·薇依政治思想的论文，但这些论文一直未发表。在1966-1968年间，阿甘本参加了马丁·海德格的专门讨论赫拉克利特和黑格尔的勒托尔研讨班（Le Thor seminars）。上世纪70年代，他主攻语言学、语文学、诗学，以及中世纪文化的专题。在这期间，阿甘本开始了他最初的探讨，尽管在这个时期他的政治关怀还不是那么明确。1974年-1975年，由于他对叶芝（他通过伊塔洛·卡尔维诺认识了叶芝）的敬意，他成为伦敦大学瓦伯格研究所（Warburg Institute, University of London）的研究人员。在这段研究人员的经历期间，阿甘本完成了他的第二本书《诗节》（Stanzas）
阿甘本与诗人吉奥乔·卡普罗尼和何塞·波尔加明，以及意大利小说家艾尔撒·莫兰特关系甚密，他将他的《隐秘财富的庆典》（收录在《意大利范畴》（Categorie italiane）英译本为《诗的终结》）以及《滑稽诗》（收录在《亵渎》（Profanazioni）一书中）献给了他们。他的朋友和合作者还包括皮耶尔·保罗·帕索里尼，在他的电影《马太福音》中，阿甘本扮演了使徒腓力一角。伊塔洛·卡尔维诺与其关系也十分密切，卡尔维诺是阿甘本的密切合作者。此外，他与巴赫曼、皮耶尔·克罗索夫斯基、德波、让-吕克·南希、德希达、安东尼奥·奈格里、利奥塔等人都有往来。
海德格尔和班雅明对阿甘本的影响十分重大。1966年，阿甘本编辑过班雅明的意大利文版的选集，他认为班雅明的思想是“让其从海德格尔思想中存活下来的解毒剂”。1981年，阿甘本在法国国家图书馆的档案馆里发现了几篇班雅明散佚的重要原稿。在班雅明自杀之前离开巴黎的时候，他将这些原稿交给了乔治·巴塔耶。与阿甘本自己后来的研究关系最密切的是班雅明的《论历史的概念》一文。90年代，阿甘本参加了一个对德国法学家卡尔·施密特的政治著作的讨论会，而在这次讨论的影响下，阿甘本写作了《例外状态》（Stato di Eccezione）。他的近期作品也涉及到傅柯的概念，对于傅柯，他说道“近年来，我从他那里受益良多的学者”。
阿甘本的政治思想最初建立在对亚里士多德的《政治学》、《尼各马可伦理学》、《论灵魂》的解读之上，同时他也关注了古代晚期和中世纪的解经传统。在他的晚期著作中，阿甘本参与到后来的一场争论，让-吕克·南希出版《非劳作的共同体》（La communauté désoeuvrée）之后，莫里斯·布朗肖立即出版了《不可告人的共同体》（La communauté inavouable）进行回应，那时恰值欧洲共同体成立不久，欧洲掀起了关于共同体的大讨论。而阿甘本自己也出版一本关于共同体的著作《即将来临的共同体》（La comunità che viene），在这一时期，阿甘本也分析了赫尔曼·梅尔维尔的短篇故事《巴特比》（Bartleby）中的“政治”态度的本体论前提——一个华尔街的抄写员不做反应，以及“不想”抄写的故事。

## 作品
在《牲人》（Homo Sacer）系列中，阿甘本对汉娜·阿伦特和福柯的极权主义和生命政治学的研究作出了回应。自1995年始，他这个系列获得了广泛的关注，也为他赢得了声誉，这个系列还在进行中。这个系列已经出版的包括：
1. 《牲人：主权权力与赤裸生命》（Homo Sacer: Il potere sovrano e la vita nuda）
2. 《例外状态》（牲人：II.1）（Stato di Eccezione）
3. 《王国与荣耀》（牲人：II.2）（Il regno e la gloria）
4. 《语言的圣礼》（牲人：II.3）（Il sacramento del linguaggio）
5. 《主业》（牲人：II.5）（Opus Dei）
6. 《奥斯维辛的残余》（牲人：III）（Quel che resta di Auschwitz）
7. 《最高的贫困》（牲人：IV.1）（Altissima povertà）
8. 《肉身的踐行》（牲人：IV,2）（ L'uso dei corpi）

在2011年出版的这个系列的最新的作品中，阿甘本提出“生命形式和生命风格的概念”，他说道“我所谓的生命形式是一种不能与其形式相脱离的生命，一种不能与诸如赤裸生命一样的东西相分离的生命……在这里，是私人的概念在起作用。”